# Ніколаєвка (Бурабайський район)
Нікола́євка (каз. Николаевка) — село у складі Бурабайського району Акмолинської області Казахстану. Входить до складу Успеноюр'євського сільського округу.
Населення — 506 осіб (2021; 673 у 2009, 840 у 1999, 1156 у 1989).
Національний склад станом на 1989 рік:
- росіяни — 31 %;
- німці — 29 %;
- українці — 22 %.